# Grad na Bregu

Lega kraja v Atlasu okolja

Grad na Bregu leži na južnem robu vasi Breg pri Ribnici na Dolenjskem, na ledini Pungart.

## Zgodovina
Na Bregu je morala biti že prej pristava ribniške graščine - villa. Le tako si moremo razložiti ime tega gradu Willingrain. Willingrain je zapisan že v listini iz leta 1241.
Iz te pristave je Andrej Lamberg okoli leta 1470, potem ko se je ločil od svojega brata Jurija, ki je ostal v ribniškem gradu, sezidal grad. Utrdil ga je z močnim obzidjem in stolpi ter ga obdal z jarkom, v katerega je napeljal vodo iz bližnje Bistrice, da je bil varen pred Turki. Vsi Lambergi so bili odločni luteranci in so dajali zavetje vsem novovercem, čeprav so bili že močno v gmotni krizi, saj graščina ni imela podložnikov. Podložniki so vzdrževali graščini Ribnico in Ortnek, medtem ko je Breg ostal brez dohodkov. Od tod je izhajalo tudi smrtno sovraštvo med ribniškimi in brškimi graščaki.
Grad na Bregu je večkrat menjal lastnike. Nazadnje ga je od grofa Cobenzla z ribniško graščino vred kupil Anton Rudež leta 1810. Takrat je bil grad še cel, vendar v slabem stanju. Rudeži so grad podrli, iz kamenja pa sezidali v Ribnici večjo stavbo (današnja »stara občina«), v kateri so nameravali odpreti pivovarno.
Danes je ohranjen le ostanek enega zidu, vse ostalo pa je porušeno in poraščeno, varovano je kot arheološko in umetnostno-zgodovinsko območje.